# Windmühle Parey
Die Windmühle Parey ist eine denkmalgeschützte Windmühle im zur Gemeinde Elbe-Parey in Sachsen-Anhalt gehörenden Ortsteil Parey.

## Lage
Sie befindet sich nördlich von Parey am Südufer des Sees Kühns Loch.

## Architektur und Geschichte
Die Paltrockwindmühle wurde im Jahr 1946 in Frenz durch die Firma Kühn aus einer zuvor von einem anderen Ort umgesetzten Bockwindmühle gebaut. Sie wurde dann 1990/91 abgebaut und in den Jahren 1992/93 an ihrem heutigen Standort in Parey wieder aufgebaut. Zuvor befand sich an dieser Stelle bereits eine andere Paltrockmühle. Sie ging auf eine Bockwindmühle zurück, die vom Zimmermeister W. Hoppe aus Güsen errichtet worden war. 1904 gehörte sie nach mehreren Eigentümerwechseln der Familie Ogen. Müllermeister A. Ogen ließ den Mühlbock dann 1951 oder 1952 ebenfalls durch die Firma Kühn zur Paltrockmühle umbauen. Sie bot damit mehr Platz und drehte sich mittels ihrer Windrose automatisch in den Wind. Sie war die letzte gewerbliche mit Wind betriebene Mühle in der DDR. Durch einen Blitzschlag wurde sie jedoch am 1. Mai 1983 völlig zerstört und schließlich durch die heutige Mühle ersetzt.
Die windgängige Mühle verfügt über ein Flügelkreuz mit Jalousienflügel. Wesentliche technische Einrichtungen wie Antriebswellen und Mahl- und Schrotgang stammen aus der im Jahr 1991 abgerissenen Paltrockmühle Rödgen.
Darüber hinaus verfügt die Mühle über einen Walzenstuhl, eine Schrotmaschine, einen Wurfsichter, eine Reinigung mit Schälmaschine, Aspirateur und Trieur und Hilfseinrichtungen wie Aufzug, Transmissionen und Elevatoren.
Im örtlichen Denkmalverzeichnis ist die Mühle unter der Erfassungsnummer 094 18316 als Baudenkmal verzeichnet.